# Kanton Chablis
Kanton Chablis is een kanton van het Franse departement Yonne. Het kanton maakt deel uit van de arrondissementen Auxerre en Avallon.
Het heeft een oppervlakte van 894.89 km² en telt 16.621 inwoners in 2018, dat is een dichtheid van 19 inwoners per km².

## Gemeenten
Het kanton Chablis omvatte tot 2014 de volgende 11 gemeenten:
- Aigremont
- Beine
- Chablis (hoofdplaats)
- Chemilly-sur-Serein
- Chichée
- Chitry
- Courgis
- Fontenay-près-Chablis
- Lichères-près-Aigremont
- Préhy
- Saint-Cyr-les-Colons

Door de herindeling van de kantons bij decreet van 13 februari 2014 met uitwerking op 22 maart 2015 werd het kanton Chablis uitgebreid met 51 gemeenten. 
Op 1 januari 2019 werden de gemeenten Cisery, Guillon, Sceaux, Trévilly en Vignes samengevoegd tot de fusiegemeente (commune nouvelle) Guillon-Terre-Plaine, waardoor de toegevoegde gemeenten herleid werden tot volgende 47: 
- Angely
- Annay-sur-Serein
- Annoux
- Béru
- Bierry-les-Belles-Fontaines
- Blacy
- Carisey
- Censy
- La Chapelle-Vaupelteigne
- Châtel-Gérard
- Étivey
- Fleys
- Fresnes
- Grimault
- Guillon-Terre-Plaine
- L'Isle-sur-Serein
- Jouancy
- Lignorelles
- Ligny-le-Châtel
- Maligny
- Marmeaux
- Massangis
- Méré
- Môlay
- Montigny-la-Resle
- Montréal
- Moulins-en-Tonnerrois
- Nitry
- Noyers
- Pasilly
- Pisy
- Poilly-sur-Serein
- Pontigny
- Rouvray
- Saint-André-en-Terre-Plaine
- Sainte-Vertu
- Santigny
- Sarry
- Sauvigny-le-Beuréal
- Savigny-en-Terre-Plaine
- Talcy
- Thizy
- Varennes
- Vassy-sous-Pisy
- Venouse
- Villeneuve-Saint-Salves
- Villy